# Harry Monty
Harry Monty (geboren als Hymie Liechtenstein, Dallas, 15 april 1904 - Beverly Hills, 28 december 1999) was een lilliputter, acteur en stuntman.
Hij begon in Texas in muziektheaters. Vanaf 1939 speelde hij als Munchkin en een gevleugelde aap in de Wizard of Oz.
Daarna was hij onder meer te zien in de films "Hellzapoppin'" (1941), The Court Jester, musical uit 1956, How the West Was Won, Planet of the Apes (1968), Hello, Dolly! (1969) en Papillon. Monty was vaak te zien in series als Lost in Space en H.R. Pufnstuf. Af en toe in Bonanza.
Als stuntman werkte hij in de films "Bad Bascomb", River of No Return, Eartquake en Tarzan films. Ook deed hij de stunts in de films waar hij ook acteur was.
In 1981 ging hij met pensioen. Zijn laatste klus was te zien tijdens een aflevering van Buck Rogers.
Monty werd 95 jaar oud. Hij werd begraven in Shearith Israel Cemetery in zijn geboorteplaats.